# Maltebrunia
Maltebrunia es un género de plantas herbáceas perteneciente a la familia de las poáceas. Es originaria de Gabón, Tanzania, Madagascar.

## Especies
- Maltebrunia gabonensis
- Maltebrunia leersioides
- Maltebrunia maroana
- Maltebrunia petiolata
- Maltebrunia prehensilis
- Maltebrunia schliebenii